# Kabinett Piip
Das Kabinett Piip war die Regierung der Republik Estland unter Ministerpräsident Anton Piip (Kabinett Piip). Amtszeit: 26. Oktober 1920 bis 25. Januar 1921.

## Regierung
Die Regierung Piip I war nach offizieller Zählung die 8. Regierung der Republik Estland seit Ausrufung der staatlichen Unabhängigkeit 1918. Sie blieb 93 Tage im Amt.
Die Regierung wurde von der Estnischen Arbeitspartei (Eesti Tööerakond, ETE) gestellt. Für die Regierung Piip stimmten auch die estnischen Sozialdemokraten. Sie war die letzte Regierung, die von der verfassungsgebenden Versammlung (Asutav Kogu) eingesetzt wurde.
Vom 27. bis zum 29. November 1920 fanden die ersten Wahlen zum Parlament der Republik Estland (Riigikogu) statt. Am 20. Dezember 1920 beendete die verfassungsgebende Versammlung ihre Arbeit als oberstes Legislativorgan. Am 21. Dezember 1920 trat die estnische Verfassung in Kraft. Mit ihr wurde die Bezeichnung „Staatsältester“ (Riigivanem) für das Amt des Regierungschefs eingeführt (§ 58). Er fungierte zugleich als Staatsoberhaupt der Republik Estland (§ 61).
Am 4. Januar 1921 trat der neugewählte erste Riigikogu erstmals zusammen. Zum Parlamentspräsidenten wurde Otto Strandman gewählt, der deshalb vorzeitig aus der Regierung Piip ausscheiden musste. Der Riigikogu wählte am 25. Januar 1921 eine neue Regierung unter Führung von Konstantin Päts.

## Kabinett
| Ressort                                   | Name              | Amtszeit                | Partei |
| ----------------------------------------- | ----------------- | ----------------------- | ------ |
| Ministerpräsident                         | Anton Piip        | 26.10.1920 – 20.12.1920 | ETE    |
| Staatsältester                            | Anton Piip        | 21.12.1920 – 25.01.1921 | ETE    |
| Außenminister                             | Otto Strandman    | 26.10.1920 – 14.01.1921 | ETE    |
| Außenminister (geschäftsführend)          | Anton Piip        | 14.01.1921 – 25.01.1921 | ETE    |
| Gerichtsminister                          | Otto Strandman    | 26.10.1920 – 14.01.1921 | ETE    |
| Gerichtsminister (geschäftsführend)       | Karl August Baars | 14.01.1921 – 25.01.1921 | ETE    |
| Kriegsminister                            | ???               | 26.10.1920 – 14.01.1921 | ETE    |
| Kriegsminister (geschäftsführend)         | Anton Piip        | 14.01.1921 – 25.01.1921 | ETE    |
| Bildungsminister                          | Jüri Annusson     | 26.10.1920 – 25.01.1921 | ETE    |
| Landwirtschaftsminister                   | Theodor Pool      | 26.10.1920 – 25.01.1921 | ETE    |
| Ernährungsminister                        | Peet Johanson     | 26.10.1920 – 25.01.1921 | ETE    |
| Innenminister                             | Lui Olesk         | 26.10.1920 – 25.01.1921 | ETE    |
| Handels-, Industrie- und Verkehrsminister | Juhan Kukk        | 26.10.1920 – 25.01.1921 | ETE    |
| Arbeits- und Sozialminister               | Lui Olesk         | 26.10.1920 – 25.01.1921 | ETE    |
| Finanzminister                            | Karl August Baars | 26.10.1920 – 25.01.1921 | ETE    |